# Francesco Milito
Francesco Milito (ur. 7 lipca 1948 w Rossano) – włoski duchowny katolicki, biskup Oppido Mamertina-Palmi w latach 2012–2023.

## Życiorys

### Prezbiterat
Święcenia kapłańskie otrzymał 12 sierpnia 1972 i został inkardynowany do archidiecezji Rossano-Cariati. Po święceniach został animatorem w archidiecezjalnym seminarium, a w 1975 został jego rektorem. W latach 1978–1985 kierował regionalnym seminarium w Catanzaro, zaś kolejne trzy lata spędził jako pracownik watykańskiego Sekretariatu Stanu. Po powrocie do archidiecezji pełnił funkcje m.in. wikariusza generalnego (1988-1992), sekretarza generalnego archidiecezjalnego synodu (1989-1992) oraz wikariusza biskupiego do spraw ewangelizacji, katechezy, kultury i szkolnictwa (1993-2006) oraz do spraw ekumenizmu i kultury (2007-2012).

### Episkopat
4 kwietnia 2012 papież Benedykt XVI mianował go biskupem ordynariuszem diecezji Oppido Mamertina-Palmi. Sakry biskupiej 13 maja 2012 udzielił mu arcybiskup Santo Marcianò.
21 września 2023 papież Franciszek przyjął jego rezygnację z funkcji biskupa diecezjalnego.